# Gérard Balanche
Gérard Balanche (Le Locle, 18 gennaio 1968) è un ex saltatore con gli sci svizzero.

## Biografia
In Coppa del Mondo esordì il 30 dicembre 1984 a Oberstdorf (56°) e ottenne l'unico podio il 10 marzo 1985 a Oslo (3°).
In carriera prese parte a un'edizione dei Giochi olimpici invernali, Calgary 1988 (37° nel trampolino normale, 30° nel trampolino lungo, 8° nella gara a squadre) e a due dei Campionati mondiali (17° nel trampolino lungo a Oberstdorf 1987 il miglior piazzamento).

## Palmarès

### Coppa del Mondo
- Miglior piazzamento in classifica generale: 27º nel 1987
- 1 podio (individuale):
  - 1 terzo posto